# Barbora Štěpánová
Barbora Štěpánová (* 18. prosince 1959 Praha) je česká herečka a moderátorka, jejíž kariéra zahrnuje práci v divadle, filmu, televizi a rozhlase.

## Osobní život a rodinné vztahy
Narodila se 18. prosince 1959 v Praze do rodiny učitelky a literárního vědce a hudebního kritika. Již od čtyř let se věnovala hře na klavír. V dětství zpívala v Kuhnově dětském sboru a jako dítě také účinkovala v operách v Národním divadle.
Po absolvování hudebně-dramatického oddělení na Státní konzervatoři v Praze získala angažmá v Divadle J. K. Tyla v Plzni, kde dříve hostovala. Hostovala také v Divadle Vítězného února v Hradci Králové. Později hrála v Prozatímním divadle F. R. Čecha. V sedmdesátých letech vyhrála konkurz a začala hrát v divadle Semafor.
Protože se už před sametovou revolucí aktivně zajímala o politiku, rozhodla se roku 1986 připojit podpis pod Chartu 77. Nelze posoudit, zda tento protirežimní čin měl vliv na její další profesní dráhu, nicméně i v dalších letech dostávala role ve filmech a televizních seriálech. V květnu 1988 se stala jednou ze zakládajících osob recesisticko-humoristické občanské iniciativy Společnost za veselejší současnost (SVS). Protože se 28. října 1988 při demonstraci dostala do konfliktu s příslušníkem SNB, byla obviněna z napadení veřejného činitele, ale v lednu 1989 ji soud osvobodil. Od roku 1990 po dva roky působila jako osobní sekretářka nově zvoleného československého prezidenta Václava Havla.
Od devadesátých let se věnovala hlavně moderování, např. cyklus CESTOMÁNIE (1999-2004) s Miroslavem Vladykou, večerní talk show TRNÍ (2001) a jiné.
V roce 1999 vydala autobiograficky laděnou knihu O čem nesmí nikdo vědět.
Po prvním sňatku měla v 80. letech občanské příjmení Rosendorfová. Dne 30. 6. 1990 se provdala podruhé, a to za prezidenta SVS Luboše Rychvalského – hostem na svatbě byl i její tehdejší nadřízený, prezident Havel. Z tohoto manželství vzešla dcera Dominika. Od roku 2009 je provdána potřetí, za Miroslava Barabáše.
Štěpánová je neteří filozofa, politika a chartisty Rudolfa Battěka. Její bratr David Štěpán působí jako předseda politické strany Směr Česká republika, v minulosti vedl také stranu Blok proti islamizaci – Obrana domova.

## Filmové, televizní a divadelní role
- 2009 – Na Brusel, Vávro! Na Brusel! (divadelní záznam)
- 2008 – Setkání v Praze, s vraždou (televizní film)
- 2006 – Jak se krotí krokodýli
- 2006 – Smutek paní Šnajderové
- 2005 – Ordinace v růžové zahradě (seriál) – Babeta Hessová
- 2005 - Nikdo není dokonalý
- 2005 – 3 plus 1 s Miroslavem Donutilem (seriál)
- 2004 – Černí baroni (seriál)
- 2004 – Prsten krále řeky (televizní film)
- 2004 – Rodinná pouta (seriál)
- 2002 – Brak
- 2000 – Pra pra pra (seriál)
- 1999 – Nevěsta pro Paddyho (televizní film)
- 1999 – Sponzor (televizní film)
- 1998 – Cestující bez zavazadel (televizní film)
- 1996 – Ceremoniář
- 1993 – Česká soda (seriál)
- 1993 – Konec básníků v Čechách
- 1992 – Pravda o zkáze Titaniku (divadelní záznam)
- 1991 – Dívčí válka (divadelní záznam)
- 1990 – Súkromné životy
- 1989 – Chlapec a pes (seriál)
- 1989 – Útěk ze seriálu (film)
- 1987 – Discopříběh
- 1987 – Jak básníkům chutná život
- 1985 – Černá země (seriál)
- 1985 – Druhý tah pěšcem
- 1985 – Já nejsem já
- 1985 – Pětka s hvězdičkou
- 1985 – Slavné historky zbojnické (seriál)
- 1984 – Ivanov (divadelní záznam)
- 1984 – Paragrafy na kolech (seriál)
- 1984 – Příliš velká šance
- 1984 – Šéfe, jdeme na to! (televizní film)
- 1983 – Katapult
- 1983 – Samorost
- 1983 – Tisícročná včela (seriál)
- 1983 – Tisícročná včela I., II.
- 1982 – Jak svět přichází o básníky
- 1982 – Malý pitaval z velkého města (seriál)
- 1981 – Kaňka do pohádky
- 1981 –  Poručík Petr (seriál)
- 1981 –  Pytláci
- 1981 – Tajemství hradu v Karpatech
- 1980 – Cukrová bouda
- 1979 – Lásky mezi kapkami deště
- 1979 – Smrt stopařek
- 1978 – Čekání na déšť
- 1978 – O statečné princezně Janě (televizní film)
- 1978 – Setkání v červenci
- 1976 – Ať hodí kamenem (televizní film)
- 1974 – Hvězda padá vzhůru
- 1972 – Pan Tau a tisíc kouzel
- 1971 – Dobrodružství na Labi
- 1971 – Klíč
- 1971 – Slaměný klobouk
- 1969 – Pan Tau (seriál)

## Rozhlasové role
- 2002 Johann Nepomuk Nestroy: Talisman, překlad Eva Bezděková, rozhlasová úprava a dramaturgie Jana Paterová, hudba Vadim Petrov, režie Otakar Kosek. Hráli: Titus Lišák (Jiří Langmajer), Paní z Cypřišova (Daniela Kolářová), Ema, její dcera (Kateřina Vaníčková), Konstance, její komorná (Naďa Konvalinková), Flora, zahradnice (Bára Štěpánová), Semínko, zahradnický pomocník (Bohumil Klepl), Pan Markýz, vlásenkář (Jiří Štěpnička), Salome, husopaska (Tereza Bebarová), Zátka, pivovarník (Bořivoj Navrátil) a Konrád, sluha (Jan Skopeček). (76 min). V roce 2021 vydal Radioservis jako audioknihu.
- 2009 Jaroslav Rudiš, Petr Pýcha: Salcburský guláš, dramaturg Martin Velíšek, režie Aleš Vrzák. Hráli: Otto Němec, estét a jediný učitel harfy ve Střední Evropě (Bořivoj Navrátil), Laďa Kára, profesionální hasič a amatérský herec (Josef Somr), Klára, pečovatelka a snowboardistka (Martha Issová) a moderátorka kulturní rozhlasové stanice (Bára Štěpánová).(47 min)[10]
- V roce 2018 načetla audioknihu pro děti a mládež Strašidelná chůva (vydala Audiotéka).
- V roce 2019 načetla spolu s Jiřím Hromadou a Pavlem Soukupem audioknihu Příběhy železné opony (vydal OneHotBook)[11]